# Risa
Risa (hebrejsky רִסָּה‎, rosa) je jedním z míst, kde se Izraelci zastavili během putování pouští. Risu spojovali[kdo?] s místem Kuntilla, které leží asi 55 km na sever od severního okraje Akabského zálivu.